# Abisares viridipennis
Abisares viridipennis är en insektsart som först beskrevs av Hermann Burmeister 1838.  Abisares viridipennis ingår i släktet Abisares och familjen gräshoppor.

## Underarter
Arten delas in i följande underarter:
- A. v. viridipennis
- A. v. dromedarius
- A. v. hylaeus

## Bildgalleri

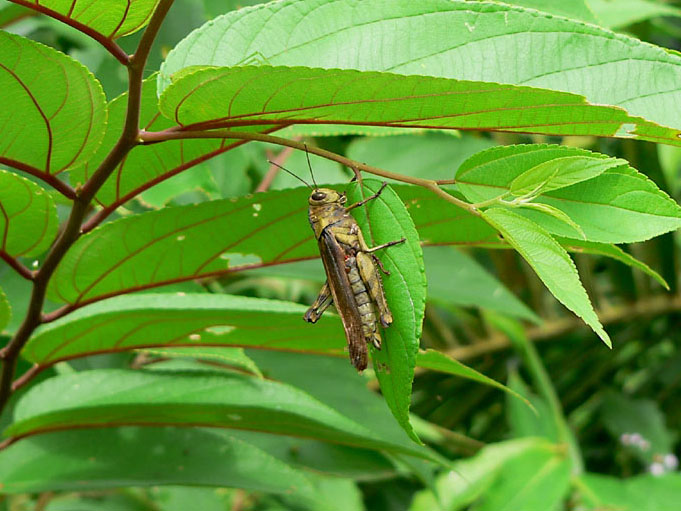